# Oxybrachioppia glabriseta
Oxybrachioppia glabriseta är en kvalsterart som beskrevs av Wang och Shen 1999. Oxybrachioppia glabriseta ingår i släktet Oxybrachioppia och familjen Oppiidae. Inga underarter finns listade i Catalogue of Life.